# Simone Missick
Simone Missick, nata Simone Cook (Detroit, 19 gennaio 1982), è un'attrice statunitense, nota principalmente per aver interpretato Misty Knight nella serie televisiva Luke Cage.

## Biografia
Nata a Detroit, Michigan, Simone Cook inizia a recitare nel 2003 comparendo in vari film indipendenti e cortometraggi, per poi fare da guest star in serie televisive quali Le pazze avventure di Bucket e Skinner, Ray Donovan, Scandal e Wayward Pines.
Nel 2016 le viene assegnato il ruolo di Misty Knight nella serie Luke Cage, prodotta da Marvel Studios e Netflix.

### Vita privata
Nel febbraio 2012 ha sposato l'attore Dorian Missick, assumendone il cognome.

## Filmografia

### Cinema
- The Epicureans, regia di Brandon Broussard (2003)
- The Road to Sundance, regia di Susan diRende (2008)
- K-Town, regia di Steve Royall (2009)
- Brotherlee, regia di Pierce Minor – cortometraggio (2009)
- Look Again, regia di Wanjiru M. Njendu – cortometraggio (2011)
- Voicemail, regia di Thomas Fraser – cortometraggio (2012)
- Douglass U, regia di Ryan Miningham (2012)
- Black Card, regia di Pete Chatmon – cortometraggio (2015)

### Televisione
- Le pazze avventure di Bucket e Skinner (Bucket & Skinner's Epic Adventures) – serie TV, episodio 1x10 (2011)
- A Taste of Romance, regia di Lee Rose – film TV (2012)
- Ray Donovan – serie TV, episodio 2x01 (2013)
- Everything I Did Wrong in My 20s – serie TV, episodio 1x06 (2014)
- Scandal – serie TV, episodio 5x01 (2015)
- Wayward Pines – serie TV, 2 episodi (2016)
- Luke Cage – serie TV, 26 episodi (2016-2018)
- The Defenders – miniserie TV, 5 episodi (2017)
- Iron Fist – serie TV, 6 episodi (2018)
- Tell Me a Story – serie TV, episodi 1x09-1x10 (2018-2019)
- All Rise – serie TV (2019-2023)
- Altered Carbon – serie TV, 8 episodi (2020)

## Doppiatrici italiane
Nelle versioni in italiano delle opere in cui ha recitato, Simone Missick è stata doppiata da:
- Gaia Bolognesi in Luke Cage, The Defenders, Iron Fist, Altered Carbon
- Claudia Catani in All Rise